# マミー・エヴァ・キース
マミー・エヴァ・キース（Mamie Eva Keith、1873年3月22日 - 1986年9月20日）は、長寿世界一とされていたアメリカの女性。イリノイ州に在住していた。
1986年2月、泉重千代（後に記録が取り消された）が死去したことにより、長寿世界一になったとされた。1986年9月、113歳182日で死去。
ただし、現在では同時代にキースより2歳年上のアウグスタ・ホルツ（1871年8月3日生、1986年の時点で115歳）の記録が認定されており、113歳で没したキースは世界一ではなかったことが判明している。